# کاترین زلر
کاترین زلر (آلمانی: Katrin Zeller؛ زادهٔ ۱ مارس ۱۹۷۹) اسکی‌باز صحرانوردی اهل آلمان است.